# Jonas Wagner
Jonas Wagner (Bad Muskau, 29 maggio 1997) è un altista tedesco.
1 volta campione nazionale assoluto (indoor).
Con la misura di 2,27 m ottenuta il 3 febbraio 2023 a Weinheim, assieme a Stefano Sottile, detiene la terza miglior prestazione prima degli europei indoor di Istanbul.

## Palmarès
| Anno | Manifestazione   | Sede     | Evento        | Risultato | Prestazione | Note |
| ---- | ---------------- | -------- | ------------- | --------- | ----------- | ---- |
| 2019 | Europei under 23 | Gävle    | Salto in alto | 6º        | 2,20 m      |      |
| 2022 | Europei          | Monaco   | Salto in alto | Finale    | nm          |      |
| 2023 | Europei indoor   | Istanbul | Salto in alto | 14º (q)   | 2,14 m      |      |